# Cortinarius anomalus
Cortinarius anomalus (Fr.) Fr., 1838 è un fungo appartenente alla famiglia Cortinariaceae.

## Descrizione

### Cappello
Il cappello è campanulato, con superficie sericea di colore grigio-ocra, sfumato di rosso-violetto.

### Gambo
Il gambo è lungo, sinuoso, violetto in alto e biancastro in basso, con fasce anulari giallastre formate da piccolissime squame residue del velo.

### Lamelle
Le lamelle sono fitte, esili, annesse, prima violacee e poi ocracee.

### Carne
La carne è immutabile, di colore giallo nel cappello e biancastro nel gambo.
Odore: lieve, di farina.
Sapore: forte (prima dolciastro, poi piccantissimo)

## Habitat
Si rinvieni nei boschi di conifere e di latifoglie, solamente in autunno.

## Commestibilità
Fortemente sospetto, sconsigliato vivamente!
Si sconsiglia vivamente il consumo di questo fungo sia crudo sia cotto perché la commestibilità non è nota.